# Agostiniho reakce
Agostiniho reakce je název zjednodušeného vyšetření na přítomnost glukózy v lidské moči.
Tato metoda se skládá z přípravy roztoku chloridu sodného a oxidu draselného, k němuž se přidá moč vyšetřované osoby. Pokud je v moči přítomna glukóza, roztok se zabarví červeně.